# Gambrinus

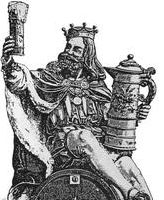
Illustration föreställande Gambrinus, ur en tysk katalog tryckt 1898.

Gambrinus, en flamländsk sagokonung, vilken enligt legenden ska ha uppfunnit ölet.
Namnet Gambrinus anses vara en ombildning av Jan primus det vill säga hertig Johan I av Brabant (1253–1294). Gambrinus gjorde stora insatser för att främja ölet och betecknas som ölets och öldrickarnas skyddspatron och ölets konung.
Gambrinus har bland annat givit namn åt ett tjeckiskt ölmärke och åt en känd "bakficka" på Grand Hotel i Lund. På Kungsholmen i Stockholm fanns tidigare ett Gambrinusbryggeri intill Bergsgatan. Genom det före detta bryggerikvarteret går idag Gambrinusgatan, och här finns också en förskola med namnet Gambrinus.
I Sundsvall finns en klassisk ölhall, eller ölsjapp, vid namn Gambrinushallen. Den öppnade 1929 och slog igen 1977, men har nu efter nästan 40 år återigen öppnat på samma plats, Strandgatan 6. De gamla väggmålningarna och originalgolvet finns kvar, och möbler och övriga inventarier har återskapats för att ge den rustika och ursprungliga känslan från förr.
I centrala Skövde fanns fram till 1970-talet ölhallen Gambrinus, där inte minst kommunen hade starka intressen. Det framgår av bolagsordningen där det står: "Bolaget skall efter därtill i behörig ordning vunnen rättighet på ett ur ordnings- och nykterhetssynpunkt tillfredsställande sätt samt med tillgodoseende så långt möjligt av allmänhetens intresse i fråga om prisbillighet idka utskänkning av pilsnerdricka i enlighet med Kungl. Förordningen angående försäljning av pilsnerdricka den 11 juli 1919 och eljest gällande föreskrifter ävensom bedriva i samband härmed stående verksamhet."